# Ars cantus mensurabilis

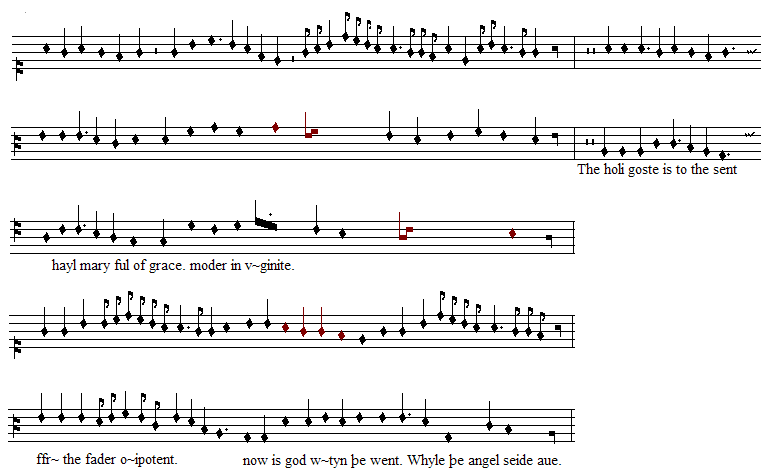
Un ejemplo de notación mensural

Ars cantus mensurabilis (en español: Tratado de canto mensural) es un tratado sobre música medieval que fue escrito por el teórico de la música alemán Franco de Colonia a mediados del siglo XIII, c. 1260–1280.

## Fecha
La fecha consensuada por la mayoría de los estudiosos de la teoría musical medieval sobre el Ars cantus mensurabilis es alrededor de 1250. 
Esta obra es ligeramente posterior a De mensurabili musica que data de alrededor de 1240, otro tratado musical del siglo XIII escrito por Juan de Garlandia, el cual resume el conjunto de los seis modos rítmicos utilizados en esa época.
Es evidente que la mitad del siglo XIII fue una época de progreso en la notación y la teoría musical, aunque sólo se pusiera al día con el estado actual de la composición y la interpretación.

## Recepción
Fue una obra muy divulgada y copiada, que siguió siendo influyente durante al menos 200 años. A juzgar por la difusión de su tratado y los escritos de estudiosos posteriores, esta innovación parece haber sido bien recibida. Por otra parte, hay que tener en cuenta que Franco era capellán papal y preceptor de un gran cuerpo de caballeros, lo cual puede significar que la aceptación de su tratado puede haber tenido poco que ver con la democracia. El compositor que aplicó con más notoriedad el tratado de Franco en su propia música fue Petrus de Cruce, que fue uno de los compositores de motetes más relevantes del último ars antiqua y uno de los pocos cuyo nombre se ha conservado. Muchas de las obras que se conservan de esta época son anónimas.